# Edward Gibson
Edward George Gibson (Buffalo, 8 de novembro de 1936) é um ex-astronauta norte-americano, tripulante da missão Skylab 4, a última missão tripulada do programa Skylab em 1973.

## Biografia
Engenheiro e físico, Gibson foi selecionado como cientista-astronauta pela NASA em junho de 1965, passando um ano em treinamento como piloto, recebendo seu brevê em helicóptero e aviões T-38; em seus primeiros anos na equipe da agência espacial,  trabalhou como engenheiro de design participando de diversos testes da futura estação Skylab, além de fazer parte da equipe de apoio em terra da missão Apollo 12. Como parte de sua preparação para a missão Skylab, Gibson estudou a física solar e escreveu um livro sobre o assunto que ainda nos dias de hoje é uma referência para estudantes de Astrofísica. 
Gibson foi ao espaço em 16 de novembro de 1973, como integrante da missão Skylab 4, junto com os astronautas Gerald Carr e William Pogue. Esta tripulação manteve, até março de 1978, o recorde mundial de permanência humana no espaço, ao passar 84 dias em órbita terrestre fazendo dezenas de experiências em gravidade zero, incluindo diversas observações do Sol através do telescópio a bordo da nave Apollo acoplada ao Skylab e mais quinze horas de atividades fora da nave. 
Depois da missão, Gibson recebeu a Medalha Especial de Serviços da NASA das mãos do presidente Richard Nixon, e no fim dos anos 70, assumiu o posto de chefe do departamento de seleção de candidatos a astronautas-cientistas da NASA.
Após seus anos na NASA, Gibson abriu sua própria empresa de consultoria em desenvolvimento de mercado e operações e design de infraestrutura espacial e escreveu um livro chamado The Greatest Adventure/Apollo 13 & Other Space Adventures by Those Who Flew Them!, uma compilação de  histórias e imagens com depoimentos de astronautas e cosmonautas de todo o mundo sobre suas experiências no espaço.